# تفجير خاش-زاهدان الانتحاري 2019
تفجير زاهدان الانتحاري 2019 هو هجوم انتحاري حدث في 13 فبراير 2019 في خاش-زاهدان، سيستان وبلوشستان، إيران استهدف حافلة للحرس الثوري الإيراني. راح ضحية الهجوم 27 قتيلا و13 جرحى. وذكرت صحيفة نيويورك تايمز أنها أكثر الهجمات دموية في إيران منذ سنوات.
وقالت جماعة جيش العدل، وهي جماعة سنية، إنها كانت وراء التفجير.

## تفجير
استهدف الانتحاري حافلة تنقل الأفراد من حرس الثورة الإسلامية على طريق خاش-زاهدان في إقليم سيستان وبلوشستان بالقرب من الحدود الباكستانية حيث يوجد ملجأ للمجموعات الانفصالية المسلحة ومهربي المخدرات. فجر الانتحاري سيارته المليئة بالمتفجرات بالقرب من الحافلة على طريق سريع. تسبب الانفجار في مقتل 27 وإصابة 13 من الحرس الثوري. وفقا لبيان صادر عن الحرس الثوري كان الأفراد يعودون إلى مدنهم بعد تنفيذ مهمة تأمين الحدود.

## مسؤولية
جيش العدل الذي يرتبط بالقاعدة ويشارك في بعض العمليات في جنوب شرق إيران منذ سنوات، قد تحمل مسؤولية التفجير الانتحاري. سبق أن اختطفت المجموعة 11 من حرس الحدود الإيرانيين في أكتوبر، ولم يتم إطلاق سراح سوى 5 منهم.

## ردود الفعل
- إيران: أصدر علي الخامنئي، قائد الثورة الإسلامية في إيران بياناً وطلب من الأجهزة المسؤولة متابعة القضية بجدية والتركيز عليها[6] وأعلن أنه "من الواضح أن مرتكبي هذه الجريمة مرتبطون بمخابرات بعض الدول داخل وخارج المنطقة".[7] ربط وزير الخارجية الإيراني، محمد جواد ظريف، التفجير الانتحاري الذي استهدف الحرس الثوري في البلاد إلى اجتماع "الشرق الأوسط" الذي عقد برعاية الولايات المتحدة في وارسو. حيث قال: "أليس من قبيل المصادفة أن إيران تعرضت للإرهاب في نفس اليوم الذي بدأ فيه "سيرك وارسو"؟ [8] وقال محمد علي جعفري القائد العام لحرس الثورة الإسلامية أن الجمهورية الإسلامية الإيرانية سيكون لها تعاطياً مختلفاً مع السعودية والإمارات العربية المتحدة بعد هذا الهجوم الإرهابي، موضحا أن الإرهابيين الذين ارتكبوا الجريمة هم مدعومون من قبل باكستان.[9] وأكد أن إيران ستثأر لدماء شهدائها من السعودية والإمارات بسبب دعمهما للجماعات الارهابية، وقال: «أن جهاز الأمن الباكستاني يعلم بلاشك مكان اختفاء هذه الزمر إلا أنه يلتزم الصمت تجاه ذلك وعليها أن تدفع ثمن دعمها للاجهزة الاستخبارية المعادية.[10]»

## اعتقال منفذين
في 19 فبراير 2019، أعلنت العلاقات العامة للحرس الثوري أن «القوات البرية القوة البرية التابعة للحرس تمكنت من تنفيذ عمليات دهم واعتقال ضد أوكار الإرهابيين في مدينتي سراوان وخاش التي كانت تؤوي عددا من العناصر المتضلعة في الهجوم الإرهابي.» ولفت إلى أنه «تم ضبط 150 كغ من المتفجرات الجاهزة و600 كغ من المواد المتفجرة قيد التصنيع وكميات أخرى من الاسلحة والمعدات.»
وأعلن محمد باكبور قائد القوة البرية في حرس الثورة الإسلامية أن «قوى الأمن الداخلي حددت هوية السيارة المفخخة ومن ثم بدأت قوى الأمن والعمليات في حرس الثورة الإسلامية عملية الاعتقال والقضاء على الخلية التي ساندت الإرهابيين الذين أعدوا السيارة للتفجير.» وأوضح باكبور أن «عنصرين من عناصر الخلية الإرهابية كانا باكستانيين والانتحاري كان باكستانيا أيضا يدعى حافظ محمد علي، كما كان هناك شخص آخر من باكستان مشاركا في هذا الهجوم.» كما لفت إلى «وجود 3 عناصر إرهابية من سيستان وبلوشستان شاركت في هذا الهجوم، تم اعتقال شخصين منهم والثالث متوار عن الأنظار.»